# Kołobok

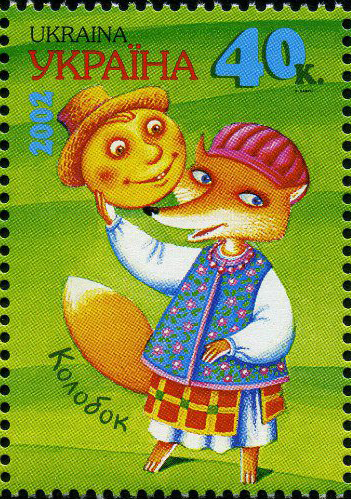
Znaczek pocztowy Ukrainy, którego tematem jest bajka "Kołobok".

Kołaczyk (Колобок, Kołobok) – postać fikcyjna ze wschodniosłowiańskiej bajki opartej na folklorze ludowym, a także tytuł tejże bajki. Nazwa bohatera pochodzi od jego okrągłego kształtu. Kołobok to ożywiony bochen chleba, wypieczony przez dziadka i babcię, który ucieka im ze stołu, by zwiedzać świat. W czasie swej wędrówki spotyka kolejno zająca, wilka i niedźwiedzia. Każde z tych zwierząt chce go zjeść, lecz Kołobok opowiada swoją historię: że uciekł najpierw dziadkowi i babci, potem kolejnym napotkanym zwierzętom, a na koniec dodaje: "Tobie też ucieknę!", i ucieka, tocząc się. Dopiero lisowi udaje się przechytrzyć Kołobka: udając, że nie słyszy jego słów, namawia go, by się wtoczył na jego język, po czym zjada go. 
Podobny motyw zna także folklor angielski, istnieje w nim opowieść o ożywionym chlebie "The Gingerbread Man".

## Etymologia
Pochodzenie słowa kolobok nie zostało ostatecznie wyjaśnione, zaproponowano następujące wersje:
- jest związane z prasłowiańskim *klǫbъ („coś skręconego, zwiniętego, podobnego do piłki”, „maczuga”);
- porównuje się z łotewskim kalbaks („kawałek chleba”);
- od prasłowiańskiego *kolo („koło”), czyli „to, co się kręci i toczy”, ale ta wersja nie jest dobrze uargumentowana;
- od greckiego κόλλαβος ("rodzaj chleba pszennego, ciasta") — ta wersja uważana jest za fonetycznie nieprzekonującą;
- ze szwedzkiego klabb („świnia”), norweski. klabb ("grudka") lub Dav.-Isl. kolfr („belka, słupek, słup”) — ta hipoteza jest również nieuzasadniona z fonetycznego punktu widzenia;
- od słoweńskiego sklabotina („osad”, „aluw”) — to założenie również uważane jest za bezpodstawne.

## Pochodzenie obrazu
Baśnie o podobnej fabule istnieją w wielu krajach rolniczych: amerykański „Gingerbread Man”, angielski „Johnny Donut”, podobne historie występują w baśniach skandynawskich, niemieckich, uzbeckich, tatarskich.
Nikita Tołstoj uważał, że baśń o Kołoboku ma związek z tekstami o „cierpieniu” żyta, konopi i lnu, w których są one uczłowieczane i opisane w ich przemianie w określony produkt — chleb, sukno. W takich opowieściach roślina jest cięta, bita cepami, pieczona w piecu itp., co dodaje jej siły. Według archaicznych wierzeń opis procesu tworzenia czegoś ma magiczną zdolność ochrony przed siłami zła, burzami, grzmotami i śmiertelnym nieszczęściem. Opis Stożek jego wyglądu chroni go przed bestiami. Tołstoj utożsamił Koloboka z ostatnim dzieckiem pary, które według wierzeń posiada nadprzyrodzone zdolności uzdrawiania, ochrony przed czarami, przyzywania i odpędzania deszczu.

## Wybrane ekranizacje bajki
- Bajka o bułeczce – radziecki krótkometrażowy film lalkowy z 1969 roku

## Literatura
- Kołaczyk, tłum. M. Dolińska, Wydawnictwo "Małysz", Moskwa 1982.